# 美勇伝☆石川梨華のちゃんちゃか☆チャーミー!
美勇伝☆石川梨華のちゃんちゃか☆チャーミー!（びゆうでん いしかわりかのちゃんちゃかちゃーみー!）は、CBCラジオの深夜放送枠『ハイパーナイト』枠の「木曜2部」で放送されていたラジオ番組である。

## 概要
モーニング娘。の第4期メンバーであった石川梨華がパーソナリティーを務め、2004年4月1日に『モーニング娘。石川梨華のちゃんちゃか☆チャーミー!』として放送開始。2005年5月に石川がモーニング娘。を卒業したのを機に『美勇伝☆石川梨華のちゃんちゃか☆チャーミー!』と改題。2006年9月21日に放送を終了した。

## 放送時間
木曜日　24:00 - 24:50（金曜日　0:00 - 0:50）

## 放送当時の主なコーナー
- 梨華のこばなし

石川がこの1週間にあった出来事に付いて語ったり、リスナーから寄せられた質問のお便りに答えたりする。但し、「こばなし」と銘打ってはいるがフリートークのコーナーであり、特にオチがある訳ではない。
- 宿題ちょーだいニャン!

『3年CBC組石川学級』の石川先生から生徒（リスナー）に対して出される宿題の答え（ネタ作品）を紹介するコーナー。コーナーアイデア案の募集は随時受け付けられていた。
- すきまおたより

1行で収まる様な石川への質問を受け付けるコーナー。
- 梨華のおたより

予め発表されるお便りテーマに沿って、リスナーからお便りを募集する。
- 今日のおまけチャミ（旧・今日の反省→今日のごめんチャミ）

リスナーからのお便りをもとに、石川梨華がその日の放送を振り返って反省するコーナー。
- 梨華占い

石川が独自に決めた占いやラッキーアイテム等を発表するコーナー。不定期に放送されていた。
- チャレンジチャーミー

石川が様々な課題に挑戦するコーナー。失敗すると罰ゲームを課されていた。ちなみに、この罰ゲームで石川が即興で作詞した『しらたまの歌』にリスナーが曲を付けたものが番組内で放送され、リスナーから好評を博したことがある。

## 主なゲスト
- オリエンタルラジオ
- 柴田あゆみ
- 辻希美
- 中澤裕子
- ヒロシ
- 保田圭
- 吉澤ひとみ

### コメントのみの出演
- 安倍なつみ
- 岡田唯
- 久住小春
- 後藤真希
- 高橋愛
- 田中れいな
- 新垣里沙
- 藤本美貴
- Berryz工房
- 松浦亜弥
- 道重さゆみ
- 三好絵梨香